# 伊藤悠
伊藤 悠（いとう ゆう、1977年 - ）は、日本の漫画家。女性。東京都生まれ。大正大学出身。夫はイラストレーター兼漫画家の前嶋重機。

## 経歴
1999年、『ウルトラジャンプ』（集英社）27号第1回ウルトラコンペに無題のイラストで入選し、29号掲載の「影猫」でデビュー。その後『ウルトラジャンプ』にて「影猫」を短期連載。以後、『ウルトラジャンプ』を主な作品発表の場にする。「面影丸」で本格連載デビュー。以降は「黒白」「黒突」「護国の姫」など短期連載や読み切りをいくつか執筆。
佐藤大輔原作の「皇国の守護者」を連載開始、人気を博するが諸般の事情により物語の完結を見ずに連載終了となる。その後は読み切りを経て、2008年から2017年まで『月刊!スピリッツ』誌上にて「シュトヘル」を連載。2012年、同作で第16回手塚治虫文化賞新生賞受賞。

## 作品

### 漫画作品
- 面影丸（『ウルトラジャンプ』、集英社、2000年5号 - 12号、全1巻。2020年に読切版収録の新装版刊行）
  - 面影丸読切版　(『ウルトラジャンプ』、集英社、2000年3月号 - 4月号)
- 皇国の守護者（『ウルトラジャンプ』、集英社、2004年7月号 - 2007年10月号、原作：佐藤大輔、集英社、全5巻）
- シュトヘル（『ビッグコミックスピリッツ』、小学館、2009年4・5号 - 2010年26号 → 『月刊!スピリッツ』、小学館、2010年9月号 - 2017年5月号、全14巻）
- オオカミライズ（『ウルトラジャンプ』、集英社、2018年10月号[2] - 2021年10月号[3]、集英社、全5巻）
- 「歌屑」伊藤悠初期短編集（2020年刊行）ISBN 978-4-08-891493-0
  - 新線 西部軌道（読切、『ウルトラジャンプ』、集英社、2008年3月号）
  - 黒白（読切、『ウルトラジャンプ』、集英社、2001年10月号）
  - 黒突（前中後編、『ウルトラジャンプ』、集英社、2002年6月号～8月号）
  - 影猫（前中後編、『ウルトラジャンプ』、集英社、1999年創刊11月号～2000年1月号）
  - 影猫II（読切、『ヤングジャンプ増刊』、集英社、1999年33号）

#### 単行本未収録作品
- 影猫 (読切、『ヤングジャンプ増刊』、集英社、1999年29号)
- 護国の姫 (フルカラー3P漫画、光文社、レミニ3003第2號)

### アニメーション作品
- 機動戦士ガンダム 鉄血のオルフェンズ（2015年、キャラクターデザイン原案）

### 挿絵
- 天下一蹴 今川氏真無用剣 （原作：蝸牛くも、『GAノベル』、SBクリエイティブ）